# Escuela de Guerra Aérea de la USAF
La Escuela de Guerra Aérea de la USAF (Air War College, AWC) es la escuela superior de Educación Militar Profesional (PME) de la Fuerza Aérea de los Estados Unidos. AWC, que forma parte de la Universidad del Aire de la Fuerza Aérea de los Estados Unidos, enfatiza el empleo del aire, el espacio y el ciberespacio en operaciones conjuntas. Con sede en la Base de la Fuerza Aérea Maxwell en Montgomery, Alabama, su cuartel general superior es el Comando de Educación y Entrenamiento Aéreo (AETC) en la Base de la Fuerza Aérea Randolph en San Antonio, Texas. Es una de las seis escuelas de guerra dentro del Programa de Educación de Fase II de Educación Militar Profesional Conjunta (JPME) del Departamento de Defensa de los Estados Unidos para oficiales comisionados.